# Саймон, Джордж
Джордж Саймон (англ. George Simon; род. 14 марта 1943, Сент-Джорджес) — тринидадский легкоатлет, выступавший в беге на короткие и средние дистанции. Участник летних Олимпийских игр 1968 года.

## Биография
Джордж Саймон родился 14 марта 1943 года в городе Сент-Джорджес на Британских Подветренных островах (сейчас в Гренаде).
В 1967 году участвовал в Панамериканских играх в Виннипеге, где в составе сборной Тринидада и Тобаго занял 4-е место в эстафете 4х100 метров и 6-е в эстафете 4х400 метров.
В 1968 году вошёл в состав сборной Тринидада и Тобаго на летних Олимпийских играх в Мехико. В беге на 400 метров в 1/8 финала занял 5-е место, показав результат 47,9 секунды и уступив 0,9 секунды попавшему в четвертьфинал с 4-го места Хуану Карлосу Дирске из Аргентины. В эстафете 4х400 метров сборная Тринидада и Тобаго, за которую также выступали Ойрик Бобб, Бен Кайенн и Эдвин Робертс, заняла 6-е место с результатом 3 минуты 4,5 секунды, уступив 8,4 секунды завоевавшей золото сборной США.
В 1970 году участвовал в Играх Центральной Америки и Карибского бассейна в Панаме, где сборная Тринидада и Тобаго при его участии заняла 5-е место в эстафете 4х100 метров.

## Личный рекорд
- Бег на 400 метров — 47,6 (1968)[4]